# Georgiske SSR
Den Georgiske Socialistiske Sovjetrepublik (Georgiske SSR; georgisk: საქართველოს საბჭოთა სოციალისტური რესპუბლიკა; russisk: Грузинская Советская Социалистическая Республика) var en af republikkerne i Sovjetunionen fra de russiske bolsjevikkers invasion af landet i 1921 til landet opnåede uafhængighed fra Sovjetunionen i 1991. Georgiske SSR's grænser var stort set sammenfaldende med det nuværende Georgiens grænser og territoriet omfattede det område, der havde været opfattet som Georgien i en række uafhængige stater i Kaukasus indtil Det Russiske Kejserrige i 1800-tallet annekterede området og indlemmede det i det russiske imperium.
Georgiske SSR blev dannet i 1921 og blev allerede i 1922 sammenlagt med Armenien og Aserbajdsjan i Den Transkaukasiske Socialistiske Føderative Sovjetrepublik, der var blandt de stiftende sovjetrepublikker, der senere i 1992 grundlagde Unionen af Sovjetrepublikker, Sovjetunionen. I 1936 blev Transkaukasiske SFSR opdelt og Georgiske SSR blev gendannet, stadig som en del af Sovjetunionen. Den 18. november 1989 erklærede Georgiske SSR autonomi i forhold til USSR's love og den 14. november 1990 ændrede republikken navn til Republikken Georgien, og efter en folkeafstemning om uafhængighed erklærede republikken sig uafhængig af USSR den 9. april 1991. I forbindelse med Sovjetunionens opløsning senere på året blev uafhængigheden anerkendt af det herefter ophørte USSR.
Geografisk havde Georgiske SSR grænser mod Tyrkiet mod sydvest og Sortehavet mod vest. Indenfor Sovjetunionen havde republikken grænse mod Russiske SFSR mod nord, Armenske SSR mod syd Aserbajdsjanske SSR mod sydøst.

## Historie

### Grundlæggelse
Efter Oktoberrevolutionen i Rusland blev der den 28. november 1917 nedsat et Transkaukasisk Kommissariat i Tiflis (Tiblisi). Den 22. april 1918 dannedes Den Transkaukasiske Demokratiske Føderative Republik, der dog allerede en måned senere blev opdelt i tre: Den Demokratiske Republik Georgien, Republikken Armenien og Den Aserbajdsjanske Demokratiske Republik. Ved valget i Georgien i 1919 kom Georgiens Socialdemokratiske Parti til magten. Det Socialdemokratiske parti forsøgte at etablere et moderat flerpartisystem i landet, men indre splid og ydre pres gjorde dette vanskeligt. Georgien blev trukket ind i krig mod Armenien og resterne af Det Osmanniske Rige, ligesom den hurtige spredning af ideer om revolutionær socialisme i landdistrikterne gav grundlag for oprør støttet af de sovjetiske bolsjevikker. Krisen kulminerede i 1921, da den Røde hærs 11. arme invaderede Georgien fra syd med retning mod Tbilisi. Efter en uges offensiv indtog den Røde hær Tbilisi den 25. februar, og samme dag udråbte de georgiske bolsjevikker Georgiske SSR. Der pågik fortsat en række træfninger mellem bolsjevikker og den del af den georgiske hær, der var loyal over for den demokratiske republik, men i marts 1921, måtte den tidligere regering flygte i eksil. I marts 1922 blev forfatningen for Georgiske SSR vedtaget.
Den 13. oktober 1921 blev Kars-traktaten underskrevet. Traktaten fastlagde grænserne mellem Tyrkiet og Sovjetunionens kaukasiske republikker. Georgiske SSR måtte afgive den georgisk dominerede provins Artvin til Tyrkiet mod at få Adjarien, der blev oprettet som en autonom sovjetrepublik indenfor Georgiske SSR.

### Transkaukasiske Socialistiske Føderative Sovjetrepublik
Georgiske SSR blev indlemmet i Sovjetunionen i 1922. Fra den 12. marts 1922 til den 5. december 1936 blev Georgiske SSR lagt sammen med Armenske SSR og Aserbajdsjanske SSR til den Transkaukasiske SFSR. Transkaukasiske SFSR blev ledet af Lavrentij Berija, førstesekretær i den Georgiske Centralkomité i det georgiske kommunistparti. Ved opløsningen af Transkaukasiske SFSR i 1936 blev Georgien til Georgiske SSR.
Lavrentij Berija blev udpeget som leder af sikkerhedspolitiet OGPU (afløseren af Tjekaen og forløberen for NKVD, og blev som belønning for sine ekstremt hårdhændede udrensninger forfremmet og forflyttet til Moskva i 1938.

### Udrensninger
Efter de georgiske socialdemokrater (mensjevikkerne) havde etableret Den Demokratiske Republik Georgien opstod interne magtkampe mellem mensjevikkerne og bolsjevikkerne, der støttet af Den Røde hær overtog magten i landet. Bolsjevikkernes hemmelige politi, Tjekaen, var aktivt involveret i magtovertagelsen og den efterfølgende forfølgelse af "kontrarevolutionære elementer". En opstand i 1924 mod det nye styre blev brutalt nedkæmpet af sikkerhedspolitiet GPU, der var ledet af georgieren Lavrentij Berija. Det anslås, at omkring 10.000 mennesker blev henrettet af Berijas sikkerhedsstyrker i forbindelse med opstanden.
I de følgende år blev under Berijas ledelse af GPU (senere OGPU) gennemført omfattende udrensninger af "kontrarevolutionære elementer". Flere intellektuelle og fremtrædende medlemmer af kommunistpartiet blev enten henrettet eller sendt til fangelejere i Sibirien i Gulag-systemet. Det anslås, at mellem 30.000 og 60.000 mennesker blev dræbt under udrensningerne i 1920'erne og begyndelsen af 1930'erne. Berija blev i 1931 forfremmet til generalsekretær for kommunistpartiet i Georgien og i 1932 til leder af det Transkaukasiske kommunistparti og blev kort efter forflyttet til Moskva, hvor han blev en af Stalins allernærmeste medarbejdere og ansvarlig for Sovjetunionens sikkerhedstjeneste, NKVD, der ledte Den store udrensning.

### 2. verdenskrig
Et af Nazi-Tysklands strategiske mål under invasionen af Sovjetunionen i juni 1941 var at opnå kontrol med oliefelterne i Kaukasus. De tyske invasionsstyrker nåede dog aldrig så langt syd som Georgien. Georgien stillede med 700.000 mand til Sovjetunionens røde hær, hvor omkring 350.000 omkom under krigen. Landet var en vigtig kilde til produktion af tekstiler og ammunition. Under krigen og kort efter beordrede Josef Stalin, der var etnisk georgier, forflyttelse af forskellige etniske befolkningsgrupper i Georgien, idet Stalin var af den opfattelse, at de havde samarbejdet med nazisterne. Tjetjenere, ingusjetere, karatjajere og balkarere, blev alle tvangsforflyttet til fjerntliggende områder i Centralasien og Sibirien. Folkeslagenes autonome republikker i området blev opløst og overtaget af Georgiske SSR.

### Perioden efter Stalin
Efter Stalins død i 1953 overtog Nikita Krustjov gradvist ledelsen af Sovjetunionen. Den 25. februar 1956 holdt Krustjov sin tale "Om personkulten og dens konsekvenser" på kommunistpartiets 20. kongres, hvor Krustjov lagde afstand til Stalin og den personkult, der var opbygget om ham, særligt i Georgien. De georgiske kommunister modtog talen med bestyrtelse. Kort efter blev i Georgien afholdt omfattende mindehøjtideligheder i anledning af Stalins død tre år tidligere. Mindehøjtidelighederne udviklede sig til protester mod styret i Moskva og af-staliniseringen. Urolighederne kulminerede den 9. marts 1956, da centralregeringen måtte sætte hæren ind for at stoppe protesterne.
Krustjovs af-stalinisering i midten af 1950'erne med bl.a. øget decentralisering gav imidlertid det georgiske kommunistparti og partiets ledere en mulighed for at opbygge en regional magtbase og større indflydelse over landet, og der opstod en blomstrende paralleløkonomi ved siden den officielle statskontrollerede planøkonomi. På trods af, at Georgiens officielle økonomiske vækst var blandt de laveste i USSR, var Georgien den republik i USSR, hvor der var flest biler, ejerskab til eget hus og den højeste opsparing målt pr. indbygger, hvilket gjorde Georgien til den økonomisk mest succesfulde af sovjetrepublikkerne. Georgien var tillige den af sovjetrepublikkerne, hvor andelen af indbyggere med en videregående uddannelse var højst.
Korruptionen i Sovjetunionen var omfattende, men korruptionen i Georgien var dog så massiv, at det blev et problem for centralregeringen i Moskva. Eduard Sjevardnadse, Georgiens indenrigsminister fra 1964 til 1972, opnåede ry som en bekæmper af korruptionen i landet og fik udmanøvreret den korrupte Vasil Mzhavanadze, der havde været generalsekretær for Georgiens kommunistparti. Sjevardnadse overtog med Moskvas billigelse posten som generalsekretær for det georgiske kommunistparti, og derved lederskabet i republikken. I sin tid som leder af Georgiske SSR fra 1972 til 1985 forbedrede Sjevardnadse den officielle økonomi i landet og afsatte hundredevis af korrupte embedsmænd.
I 1970'erne vedtog de sovjetiske myndigheder et mål om at skabe "sovjetmennesket". Sovjetmennesket skulle indgå i et "nyt historisk, socialt og internationalt samfund, hvor folket har fælles territorium, økonomi og socialistisk indhold; en kultur, der afspejler de forskellige nationers forskelligheder; en føderal stat og et fælles endemål: Skabelsen af kommunismen". Det russiske sprog skulle være det fælles sprog i dette samfund af sovjetmennesker, som følge af den rolle, som russerne spillede inden for Sovjetunionen. Der opstod imidlertid omfattende demonstrationer i Tbilisi mod planerne om sovjetmennesket, og særlig fjernelsen af den bestemmelse i den georgiske forfatning, der fastslog, at georgisk var det officielle sprog i republikken. Efter protester den 14. april 1978 godkendte Moskva Sjevardnadses forfatningstillæg, der igen gjorde det georgiske sprog til republikkens officielle sprog, og den 14. april har siden været Sprogets Dag i Georgien. I 1981 blev der gennemført omfattende fejring af 60 årsdagen for Georgiske SSR's udråbelse.

### Sovjetæraens ophør
Efter Sjevardnadses udpegelse til stillingen som udenrigsminister i Sovjetunionen i 1985 blev Georgiske SSR ledet af Jumber Patiashvili, en konservativ og traditionel kommunist, der havde vanskeligt ved at følge med de ændringer, der fulgte efter Sovjetunionens leder Mikhail Gorbatjov indledte sine reformer med glasnost og perestrojka. I slutningen af 1980'erne opstod mere og mere voldelige sammenstød mellem det kommunistiske myndigheder og den voksende georgiske uafhængighedsbevægelse og nationalistiske bevægelser i Georgien regioner med ikke-georgiske befolkningsgrupper (primært i Sydossetien). Den 9. april 1989 angreb sovjetiske tropper demonstranter, der gennemførte en fredelig demonstration foran en lokal regeringsbygning i Tbilisi. Tyve georgiere blev dræbt og flere hundrede såret. Begivenhederne radikaliserede georgisk politik, og fik mange, herunder mange kommunister, til at drage den konklusion, at uafhængighed var at foretrække fremfor enhed med Sovjetunionen, og at uafhængigheden ville give Georgien mulighed for fuldt ud at integrere de urolige områder i Sydossetien og Abkhasien, hvis befolkninger fortsat var loyale overfor USSR.
Den 28. oktober 1990 blev afholdt demokratisk valg til parlamentet. Den 14. november 1990 besluttede parlamentet at ændre republikkens navn til Republikken Georgien og at indføre en overgangsperiode til opnåelse af selvstændighed fra Sovjetunionen. Georgien (bortset fra Abkhasien) boykottede sammen med Armenien, Moldavien og de baltiske stater deltagelse i Sovjetunionens folkeafstemning i marts 1991 om bevarelse af Sovjetunionen. Den 31. marts 1911 blev afholdt en folkeafstemning om genindtræden af Georgiens uafhængighed baseret på den oprindelige uafhængighedserklæring fra 26. maj 1918. Et overvældende flertal stemte for uafhængigheden; afstemningen blev dog boykottet i Sydossetien og i Abkhasien.
Georgien erklærede sin selvstændighed den 9. april 1991 under Zviad Gamsakhurdia, fire måneder inden det mislykkede kup mod Gorbatjov, der accelererede Sovjetunionens opløsning. Uafhængighedserklæringen blev dog ikke accepteret af USSR og Georgien forblev formelt en del af Sovjetunionen indtil den endelige opløsning af USSR i december 1991.

## Kort over Georgiske SSR 1922-1991
- Kort over Georgiske og Abkhasiske SSR 1922-1931
- Kort over Georgiske SSR 1931-1943
- Kort over Georgiske SSR 1944-1955
- Kort over Georgiske SSR 1957-1991